# Міжнародний союз охорони природи
Міжнародний союз охорони природи (МСОП; англ. International Union for Conservation of Nature, IUCN) — міжнародна організація, метою якої є збереження природних ресурсів.
Заснована в 1948 році, головний офіс розташований у місті Гланд (кантон Во, Швейцарія). Членами організації можуть бути як юридичні, так і фізичні особи. На теперішній час членами МСОП є 78 країн, 112 урядових та 735 неурядових організацій (в тому числі й українських), а також велика кількість вчених з 181 країни.
МСОП має наглядовий і консультативний статус в Організації Об'єднаних Націй і бере участь у здійсненні ряду міжнародних конвенцій щодо збереження природи та біорізноманіття. Він брав участь у створенні Всесвітнього фонду дикої природи і Всесвітнього центру моніторингу охорони природи.
Основним уставним видом діяльності МСОП є допомога співтовариствам будь-якого виду у справі збереження біорізноманіття і впровадження екологічно чистих та сталих методів використання природних ресурсів. З 1963 року видає Червоний список Міжнародного союзу охорони природи — найбільший збірник відомостей про охоронний статус рослин та тварин в усьому світі.

## Члени МСОП
МСОП об'єднує як державні, так і недержавні громадські організації. Вони визначають загальну політику МСОП, розробляють засади поточної роботи та обирають Раду МСОП на Світових конгресах МСОП, що скликаються регулярно. Організації-члени можуть групуватись в Національні та Регіональні спільноти.

## Комісії МСОП
У складі МСОП існують 6 комісій, що опікуються оцінкою світових природних ресурсів та подають інформаційну та дорадчу допомогу щодо справ збереження біорізноманіття:
- Комісія з виживання видів (Species Survival Commission, SSC): допомагає МСОП в сфері технічних питань, пов'язаних з роботою по збереженню видів та проводить охоронні заходи щодо видів, котрі знаходяться під загрозою зникнення. Видає Червоний список МСОП. На 2006 рік налічувала 700 членів. Голова — Holly Dublin.
- Комісія з охоронюваних територій (World Commission on Protected Areas, WCPA): займається питаннями організації нових та управління існуючими суходільних та морських природних охоронюваних територій. На 2006 рік налічувала 1300 членів. Голова — Nikita Lopoukhine.
- Комісія з природоохоронного законодавства (Commission on Environmental Law, CEL): розробляє законодавчі концепції та інструменти, та надає консультаційну допомогу у сфері природоохоронного законодавства та сталого природного розвитку територій. На 2006 налічувала 800 членів. Голова — Sheila Abed.
- Комісія з освіти та комунікації (Commission on Education and Communication, СЕС): розробляє методики виховання всіх рівнів, спрямовані на усвідомлення важливості збереження біорізноманіття. На 2006 рік налічувала 600 членів. Голова — Keith Wheeler.
- Комісія з екологічної, економічної та соціальної політики (Commission on Environmental, Economic and Social Policy, CEESP): проводить експертизу та розробляє рекомендації з оптимізації економічних та соціальних факторів для охорони довкілля та сталого розвитку природних екосистем зі збереженням біорізноманіття. На 2006 рік налічувала 500 членів. Голова — Taghi Farvar.
- Комісія з менеджменту екосистем (Commission on Ecosystem Management, СЕМ): надає експертну підтримку з питань інтегрованого екосистемного підходу до управління природними та модифікованими екосистемами. На 2006 налічувала 400 членів. Голова — Hillary Masundire.

## Категоризація природоохоронних територій
В МСОП розроблено наступну систему категорій природоохоронних територій:
Ia — Природний заповідник суворого режиму (Strict Nature Reserve)
Територія суші або моря, яка містить видатні або високо-репрезентативні зразки екосистем, геологічних або фізіологічних систем, та/або видів; доступна для наукового дослідження та екологічного моніторингу.
Ib — Місцевість природного стану (Wilderness Area)
Велика територія незміненої або слабко зміненої суші та/або моря, що зберігає природний характер, без значного постійного населення, яка охороняється та підтримується шляхом, що забезпечує збереження її природного стану.
II — Національний парк (National Park)
Природна територія суші або моря, призначена для:
- захисту екологічних взаємозв'язків всередині однієї або більше екосистем для сучасного та майбутніх поколінь;
- виключення використання території, яке може призвести до втрати нею своїх природних характеристик;
- надання можливості для духовного, наукового, освітнього, рекреаційного та туристичного використання території, при умові їх найможливішої екологічної сумісності

III — Пам'ятка природи (Natural Monument)
Територія, що містить один або більше специфічних природних або природно-культурологічних об'єктів, які мають видатну або унікальну цінність завдяки своїй рідкісності, збереженій типовості, естетичним якостям або культурологічній важливості.
IV — Територія збереження виду/місцеперебування (Habitat/Species Management Area)
Територія суші або моря, дозволена для активного використання при умові збереження деякого специфічного місцеперебування або деякого виду.
V — Охоронюваний ландшафт (Protected Landscape/Seascape)
Територія суші, моря або узбережжя, де взаємодія між людиною та природою з часом призвела до виникнення особливих утворень зі значною естетичною, екологічною або культурною цінністю, частіше за все зі значним біорізноманіттям. Охорона та збереження даного традиційного взаємодіючого комплексу є життєво необхідними умовами для
підтримки існування та еволюції такої території.
VI — Територія контрольованого природовикористання (Managed Resource Protected Area)
Територія, що містить здебільшого незмінені природні системи, використовувана протягом тривалого часу з умовою захисту та підтримки біорізноманіття на ній, за умови стабільного постачання нею в той самий час біологічних, мінеральних і т.ін. природних ресурсів та послуг, які потребує місцеве населення.